# 中秋間
中秋間（なかあきま）は、群馬県安中市の地名。郵便番号は379-0103。面積は4.61km2(2010年現在)。

## 地理
碓氷川の支流である九十九川に注ぐ秋間川流域に位置している。東上秋間との境にそびえる岩戸山の東麓から日向川が流下し、下秋間の日向から南下して秋間川に注いでいる。秋間地区のほぼ中央に位置している。

### 河川
- 秋間川
- 日向川

## 歴史
江戸時代頃からある地名で、安中藩領だった。

### 年表
- 1889年4月1日 町村制施行により、中秋間村は西上秋間村、東上秋間村、下秋間村と合併して秋間村が成立する。
- 1955年3月1日 秋間村は、（旧）安中町、原市町、磯部町、東横野村、板鼻町、岩野谷村、後閑村と合併して安中町となる。そのため、安中町中秋間となる。
- 1958年11月1日 市制施行により、安中町は安中市となる。そのため安中市中秋間となる。

## 世帯数と人口
2017年（平成29年）7月31日現在の世帯数と人口は以下の通りである。
| 大字   | 世帯数  | 人口  |
| ------ | ------- | ----- |
| 中秋間 | 246世帯 | 579人 |

## 教育
市立小・中学校に通う場合、学区は以下の通りとなる。
| 番地 | 小学校             | 中学校             |
| ---- | ------------------ | ------------------ |
| 全域 | 安中市立秋間小学校 | 安中市立第一中学校 |

## 交通

### 鉄道
同町に鉄道駅はない。

### 道路
国道は通っていない。県道は群馬県道48号下仁田安中倉渕線と群馬県道215号恵宝沢原貝戸線が通っている。

## 施設
- 安中市秋間公民館

## 避難所
指定緊急避難場所
- 秋間第15区公民館[6]

指定避難所
- 秋間公民館[7]

対象地区: 秋間3～5区